# Weberacantha
Genre
Weberacantha est un genre de collemboles de la famille des Isotomidae.

## Liste des espèces
Selon Checklist of the Collembola of the World (version du 1er septembre 2019) :
- Weberacantha beckeri (Stebaeva, 1966)
- Weberacantha cylindrica Huang & Potapov, 2012
- Weberacantha echinodermata Potapov, Babenko & Fjellberg, 2006
- Weberacantha janetscheki (Yosii, 1971)
- Weberacantha magnomucrella Potapov, Babenko & Fjellberg, 2006
- Weberacantha octa Christiansen, 1951
- Weberacantha striganovae Babenko & Potapov, 2012

## Publication originale
- Christiansen, 1951 : Notes on Alaskan Collembola. I. A new genus and species of the family Isotomidae. Psyche, vol. 58, p. 24-31 (texte intégral).